# Europeade

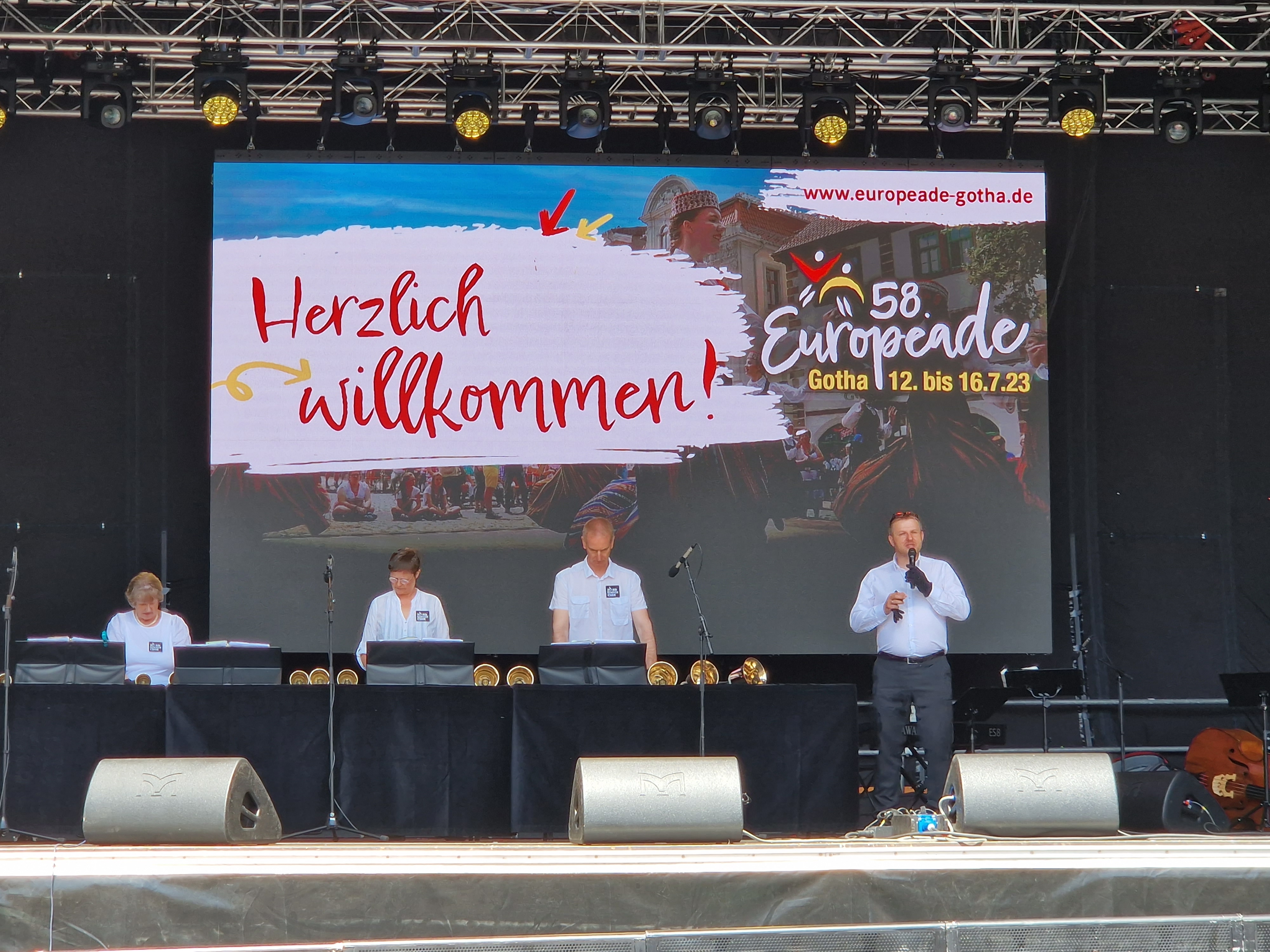
Europeade 2023 in Gotha, Thüringen, DE

De Europeade is een vijfdaags feest voor 5.000 dansers, muzikanten en zangers, kortom een echt volksfeest.
Het is niet zomaar een evenement. Wij scheppen Europese vriendschap en eenheid in verscheidenheid.
De Europeade is een onafhankelijk jaarlijks volksfeest, waarbij 5.000 mensen van over heel Europa die actief zijn in volksdans en muziek elkaar ontmoeten. Iedere zomer brengen wij een hele week, vaak in een nieuwe stad in Europa, oude vrienden en nieuwe groepen samen. We tonen onze dansen in de grote arena’s van de stad en organiseren een bal, een optocht en een oecumenische dienst. De hele dag en nacht en overal in de stad dansen, zingen en musiceren groepen in traditionele klederdracht! Wij delen onze regionale cultuur met de lokale inwoners en met elkaar.
De eerste Europeade werd in 1964 gehouden op initiatief van Mon de Clopper (°1922-†1998) uit Vlaanderen en Robert Müller-Kox, een Duitser verdreven uit Silezië. Mon de Clopper was voorzitter van de Europeade-organisatie tot 1997. In dat jaar werd hij opgevolgd door Bruno Peeters (°1939-†2024), die ontslag nam in november 2011 en werd opgevolgd door Armand de Winter (°1944). Ook hij is afkomstig uit Vlaanderen.
De huidige voorzitter, sinds 2018 is Rüdiger Heß (°1956), burgemeester van Frankenberg, Hessen, DE
Het doel van de Europeade is bij te dragen aan een verenigd Europa, waarin iedereen zijn of haar eigen cultuur inbrengt, en geniet van die van ieder ander. Dit is ieder jaar het uitgangspunt van het vijfdaagse festival, waarbij duizenden deelnemers in traditionele klederdrachten uit heel Europa elkaar ontmoeten om te zingen, te musiceren, te dansen en plezier te hebben zonder formele voordrachten.

## Constitutionele Akte van de Europeade van 15 november 1997
De Europeade is de uitdrukking van een daad van geloof in vriendschap en broederschap tussen de volkeren van het Europese continent, gebaseerd op het idee van "eenheid in verscheidenheid".
Het neemt onder meer de vorm aan van een jaarlijkse bijeenkomst van enkele duizenden Europeanen die gedurende vijf dagen samenkomen om dit geloof tot uitdrukking te brengen - via de volkskunsten en -tradities van hun regio.
De organisatie van dit evenement valt onder de verantwoordelijkheid van een internationaal comité dat bestaat uit leden die de verschillende regio's van Europa vertegenwoordigen en dat een dagelijks bestuur machtigt.
Om dit idee beter te verspreiden zal het Europeade-evenement op verschillende plaatsen plaatsvinden en zal de praktische organisatie worden toevertrouwd aan een plaatselijk comité in samenwerking met en onder de verantwoordelijkheid van het internationale comité.
Document goedgekeurd, met het akkoord voor de oprichting van een internationale vereniging zonder winstoogmerk, EUROPEADE genaamd, met zetel in ANTWERPEN, alsmede voor de oprichting van een commissie voor het opstellen van officiële statuten.
Gedaan te Antwerpen, op 15 november 1997.

## Steden waar de Europeade gehouden is
1. 1964 Antwerpen, Vlaanderen, België
2. 1965 Dortmund, Noordrijn-Westfalen, Duitsland
3. 1966 Antwerpen, Vlaanderen, België
4. 1967 Valencia, Valencia,  Spanje
5. 1968 Antwerpen, Vlaanderen, België
6. 1969 Marche-en-Famenne, Wallonië, België
7. 1970 Herzogenaurach, Beieren, Duitsland
8. 1971 Antwerpen, Vlaanderen, België
9. 1972 Annecy, Haute-Savoie, Frankrijk
10. 1973 Nuoro, Sardinië, Italië
11. 1974 Antwerpen, Vlaanderen, België
12. 1975 Marbella, Andalusië, Spanje
13. 1976 Annecy, Haute-Savoie, Frankrijk
14. 1977 Nuoro, Sardinië, Italië
15. 1978 Wenen, Oostenrijk
16. 1979 Antwerpen, Vlaanderen, België
17. 1980 Schwalmstadt, Hessen, Duitsland
18. 1981 Martigny, Wallis, Zwitserland
19. 1982 Gijón, Asturië, Spanje
20. 1983 Wenen, Oostenrijk
21. 1984 Rennes, Bretagne, Frankrijk
22. 1985 Turijn, Piemonte, Italië
23. 1986 Figueira da Foz, Coimbra, Portugal
24. 1987 München, Beieren, Duitsland
25. 1988 Antwerpen, Vlaanderen, België
26. 1989 Libourne, Aquitanië, Frankrijk
27. 1990 Valladolid, Castilië en León, Spanje
28. 1991 Rennes, Bretagne, Frankrijk
29. 1992 Figueira da Foz, Coimbra, Portugal
30. 1993 Horsens, Midden-Jutland, Denemarken
31. 1994 Frankenberg, Hessen, Duitsland
32. 1995 Valencia, Valencia, Spanje
33. 1996 Turijn, Piëmont, Italië
34. 1997 Martigny, Wallis, Zwitserland
35. 1998 Rennes, Bretagne, Frankrijk
36. 1999 Bayreuth, Beieren, Duitsland
37. 2000 Horsens, Midden-Jutland, Denemarken
38. 2001 Zamora, Castilla y León, Spanje
39. 2002 Antwerpen, Vlaanderen, België
40. 2003 Nuoro, Sardinië, Italië
41. 2004 Riga, Letland. In deze stad is een monument opgericht als blijvende herinnering aan deze Europeade. Het monument werd geschonken door eerdere Europeade-steden ter gelegenheid van de eerste Europeade in de Baltische staten en de eerste op het gebied van de voormalige Sovjet-Unie.
42. 2005 Quimper, Bretagne, Frankrijk
43. 2006 Zamora, Castilla y León, Spanje
44. 2007 Horsens, Jylland, Denemarken
45. 2008 Martigny, Wallis, Zwitserland
46. 2009 Klaipėda, Litouwen
47. 2010 Bozen/Bolzano, Tirol, Italië
48. 2011 Tartu, Estland
49. 2012 Padova, Veneto, Italië
50. 2013 Gotha, Thüringen, Duitsland
51. 2014: Kielce, Woiwodschap Heilig Kruis, Polen
52. 2015: Helsingborg, Skåne, Zweden
53. 2016: Namen, Wallonië, België
54. 2017: Turku, Varsinais-Suomi, Finland
55. 2018: Viseu, Viseu, Portugal
56. 2019: Frankenberg, Hessen, Duitsland
  1. 2020: 1° Virtuele Europeade (Corona)
  2. 2021: 2° Virtuele Europeade (Corona)
57. 2022: Klaipėda, Litouwen
58. 2023: Gotha, Thüringen, Duitsland
59. 2024: Nuoro, Sardinië, Italië

## Geplande bijeenkomsten
Nog niet bepaald

## Europeade deelname van groepen per land
Europeade 1964 in Antwerpen, Vlaanderen, België, er schreven 28 groepen in. Er waren:
- 12 groepen uit Vlaanderen
- 2 groepen uit Wallonië
- 3 groepen uit Duitsland
- 4 groepen uit Frankrijk
- 1 groep uit Bretagne
- 1 groep uit Nederland
- 1 groep uit Polen
- 1 groep uit Turkije
- 1 groep uit Oekraïne
- 1 groepen uit Verenigd Koninkrijk
- 1 groep uit Joegoslavië

Europeade 1965 in Dortmund, Noordrijn-Westfalen, Duitsland er schreven 46 groepen in. Er waren:
- 1 groep uit Oostenrijk
- 12 groepen uit Vlaanderen
- 2 groepen uit Wallonië
- 1 groep uit Zwitserland
- 16 groepen uit Duitsland
- 1 groep uit Estland
- 1 groep uit Spanje
- 3 groepen uit Frankrijk
- 1 groep uit Bretagne
- 1 groep uit Italië
- 2 groepen uit Nederland
- 1 groep uit Noorwegen
- 1 groep uit Polen
- 1 groep uit Oekraïne
- 1 groep uit Verenigd Koninkrijk
- 1 groep uit Joegoslavië

Europeade 1966 in Antwerpen, Vlaanderen, België er schreven 45 groepen in. Er waren:
- 15 groepen uit Vlaanderen
- 3 groepen uit Wallonië
- 1 groep uit Zwitserland
- 11 groepen uit Duitsland
- 1 groep uit Estland
- 4 groepen uit Spanje
- 2 groepen uit Frankrijk
- 1 groep uit Bretagne
- 1 groep uit Italië
- 1 groep uit Letland
- 1 groep uit Nederland
- 1 groep uit Noorwegen
- 1 groep uit Polen
- 1 groep uit Oekraïne
- 1 groep uit Joegoslavië

Europeade 1967 in Valencia, Valencia, Spanje er schreven 70 groepen in. Er waren:
- 5 groepen uit Vlaanderen
- 1 groep uit Wallonië
- 16 groepen uit Duitsland
- 35 groepen uit Spanje
- 6 groepen uit Frankrijk
- 1 groep uit Sardinië
- 1 groep uit Nederland
- 1 groep uit Polen
- 1 groep uit Portugal
- 1 groep uit Turkije
- 1 groep uit Oekranïe
- 1 groep uit Joegoslavië

Europeade 1968 in Antwerpen, Vlaanderen, België er schreven 68 groepen in. Er waren:
- 1 groep uit Oostenrijk
- 24 groepen uit Vlaanderen
- 14 groepen uit Wallonië
- 7 groepen uit Duitsland
- 1 groep uit Denemarken
- 1 groep uit Estland
- 5 groepen uit Spanje
- 4 groepen uit Frankrijk
- 2 groepen uit Bretagne
- 1 groep uit Sardinië
- 4 groepen uit Nederland
- 1 groep uit Polen
- 1 groep uit Turkije
- 1 groep uit Oekranïe
- 1 groep uit Joegoslavië

Europeade 1969 in Marche-en-Famenne, Wallonië, België er schreven 52 groepen in. Er waren:
- 1 groep uit Oostenrijk
- 15 groepen uit Vlaanderen
- 1 groep uit Wallonië
- 20 groepen uit Duitsland
- 1 groep uit Denemarken
- 1 groep uit Estland
- 2 groepen uit Spanje
- 1 groep uit Finland
- 4 groepen uit Frankrijk
- 1 groep uit Hongarije
- 1 groep uit Sardinië
- 1 groep uit Polen
- 1 groep uit Oekranïe
- 1 groep uit Verenigd Koninkrijk
- 1 groep uit Joegoslavië

Europeade 1970 in Herzogenaurach, Beieren, Duitsland er schreven 97 groepen in. Er waren:
- 4 groepen uit Oostenrijk
- 13 groepen uit Vlaanderen
- 5 groepen uit Wallonië
- 1 groep uit Zwitserland
- 48 groepen uit Duitsland
- 1 groep uit Denemarken
- 4 groepen uit Spanje
- 7 groepen uit Frankrijk
- 1 groep uit Bretagne
- 2 groepen uit Italië
- 1 groep uit Sardinië
- 2 groepen uit Letland
- 2 groepen uit Nederland
- 1 groep uit Polen
- 2 groepen uit Zweden
- 1 groep uit Turkije
- 1 groep uit Verenigd Koninkrijk
- 1 groep uit Joegoslavië

Europeade 1971 in Antwerpen, Vlaanderen, België er schreven 130 groepen in. Er waren:
- 1 groep uit Oostenrijk
- 64 groepen uit Vlaanderen
- 4 groepen uit Wallonië
- 1 groep uit Zwitserland
- 33 groepen uit Duitsland
- 1 groep uit Denemarken
- 1 groep uit Estland
- 3 groepen uit Spanje
- 3 groepen uit Frankrijk
- 1 groep uit Bretagne
- 1 groep uit Hongarije
- 5 groepen uit Italië
- 1 groep uit Sardinië
- 2 groepen uit Letland
- 4 groepen uit Nederland
- 1 groep uit Polen
- 3 groepen uit Verenigd Koninkrijk
- 1 groep uit Joegoslavië

Europeade 1972 in Annecy, Haute-Savoie, Frankrijk er schreven 52 groepen in. Er waren:
- 14 groepen uit Vlaanderen
- 2 groepen uit Wallonië
- 1 groep uit Zwitserland
- 15 groepen uit Duitsland
- 1 groep uit Estland
- 4 groepen uit Spanje
- 7 groepen uit Frankrijk
- 1 groep uit Hongarije
- 1 groep uit Italië
- 1 groep uit Sardinië
- 1 groep uit Nederland
- 1 groep uit Polen
- 1 groep uit Oekranïe
- 3 groepen uit Verenigd Koninkrijk
- 1 groep uit Joegoslavië

Europeade 1973 in Nuoro, Sardinië, Italië er schreven 81 groepen in. Er waren:
- 15 groepen uit Vlaanderen
- 3 groepen uit Wallonië
- 5 groep uit Zwitserland
- 16 groepen uit Duitsland
- 1 groep uit Denemarken
- 1 groep uit Estland
- 1 groep uit Griekenland
- 3 groepen uit Spanje
- 1 groep uit Finland
- 10 groepen uit Frankrijk
- 1 groep uit Hongarije
- 10 groepen uit Italië
- 7 groep uit Sardinië
- 1 groep uit Nederland
- 1 groep uit Polen
- 1 groep uit Zweden
- 2 groepen uit Turkije
- 1 groep uit Verenigd Koninkrijk
- 1 groep uit Joegoslavië

Europeade 1974 in Antwerpen, Vlaanderen, België er schreven 124 groepen in. Er waren:
- 46 groepen uit Vlaanderen
- 2 groepen uit Wallonië
- 2 groepen uit Zwitserland
- 27 groepen uit Duitsland
- 1 groep uit Denemarken
- 1 groep uit Estland
- 2 groepen uit Griekenland
- 4 groepen uit Spanje
- 1 groep uit Finland
- 14 groepen uit Frankrijk
- 6 groepen uit Italië
- 4 groepen uit Sardinië
- 2 groepen uit Letland
- 5 groepen uit Nederland
- 1 groep uit Noorwegen
- 2 groepen uit Polen
- 1 groep uit Zweden
- 1 groep uit Oekranïe
- 1 groep uit Verenigd Koninkrijk
- 1 groep uit Joegoslavië

Europeade 1975 in Marbella, Andalusië, Spanje er schreven 92 groepen in. Er waren:
- 14 groepen uit Vlaanderen
- 2 groepen uit Wallonië
- 5 groepen uit Zwitserland
- 5 groepen uit Duitsland
- 1 groep uit Denemarken
- 1 groep uit Estland
- 1 groep uit Griekenland
- 38 groepen uit Spanje
- 10 groepen uit Frankrijk
- 2 groepen uit Bretagne
- 8 groepen uit Italië
- 3 groepen uit Sardinië
- 1 groep uit Zweden
- 1 groep uit Turkije

Europeade 1976 in Annecy, Haute-Savoie, Frankrijk er schreven 87 groepen in. Er waren:
- 1 groep uit Oostenrijk
- 12 groepen uit Vlaanderen
- 2 groepen uit Wallonië
- 6 groepen uit Zwitserland
- 22 groepen uit Duitsland
- 1 groep uit Estland
- 1 groep uit Griekenland
- 8 groepen uit Spanje
- 13 groepen uit Frankrijk
- 1 groep uit Bretagne
- 11 groepen uit Italië
- 2 groepen uit Sardinië
- 1 groep uit Nederland
- 1 groep uit Polen
- 1 groep uit Zweden
- 1 groep uit Turkije
- 1 groep uit Oekranïe
- 1 groep uit Verenigd Koninkrijk
- 1 groep uit Joegoslavië

Europeade 1977 in Nuoro, Sardinië, Italië er schreven 57 groepen in. Er waren:
- 1 groep uit Oostenrijk
- 12 groepen uit Vlaanderen
- 3 groepen uit Wallonië
- 1 groep uit Zwitserland
- 4 groepen uit Duitsland
- 1 groep uit Griekenland
- 5 groepen uit Spanje
- 7 groepen uit Frankrijk
- 1 groep uit Bretagne
- 12 groepen uit Italië
- 10 groep uit Sardinië
- 1 groep uit Zweden

Europeade 1978 in Wenen, Oostenrijk er schreven 126 groepen in. Er waren:
- 8 groepen uit Oostenrijk
- 15 groepen uit Vlaanderen
- 3 groepen uit Wallonië
- 9 groepen uit Zwitserland
- 26 groepen uit Duitsland
- 2 groepen uit Denemarken
- 2 groepen uit Griekenland
- 5 groepen uit Spanje
- 24 groepen uit Frankrijk
- 2 groepen uit Bretagne
- 13 groepen uit Italië
- 11 groep uit Sardinië
- 3 groepen uit Nederland
- 1 groep uit Portugal
- 2 groepen uit Zweden

Europeade 1979 in Antwerpen, Vlaanderen, België er schreven 140 groepen in. Er waren:
- 5 groepen uit Oostenrijk
- 68 groepen uit Vlaanderen
- 1 groep uit Wallonië
- 4 groepen uit Zwitserland
- 15 groepen uit Duitsland
- 4 groepen uit Denemarken
- 1 groep uit Griekenland
- 8 groepen uit Spanje
- 14 groepen uit Frankrijk
- 1 groep uit Bretagne
- 7 groepen uit Italië
- 8 groepen uit Sardinië
- 1 groep uit Portugal
- 1 groep uit Zweden
- 2 groepen uit Verenigd Koninkrijk

Europeade 1980 in Schwalmstadt, Hessen, Duitsland er schreven 93 groepen in. Er waren:
- 1 groep uit Oostenrijk
- 15 groepen uit Vlaanderen
- 2 groepen uit Wallonië
- 5 groepen uit Zwitserland
- 25 groepen uit Duitsland
- 6 groepen uit Denemarken
- 1 groep uit Griekenland
- 7 groepen uit Spanje
- 8 groepen uit Frankrijk
- 1 groep uit Bretagne
- 14 groepen uit Italië
- 3 groepen uit Sardinië
- 1 groep uit Portugal
- 2 groepen uit Zweden
- 2 groepen uit Turkije

Europeade 1981 in Martigny, Wallis, Zwitserland er schreven 134 groepen in. Er waren:
- 4 groepen uit Oostenrijk
- 15 groepen uit Vlaanderen
- 2 groepen uit Wallonië
- 10 groepen uit Zwitserland
- 27 groepen uit Duitsland
- 6 groepen uit Denemarken
- 2 groepen uit Griekenland
- 12 groepen uit Spanje
- 1 groep uit Finland
- 22 groepen uit Frankrijk
- 3 groepen uit Bretagne
- 17 groepen uit Italië
- 2 groepen uit Sardinië
- 1 groep uit Noorwegen
- 5 groepen uit Portugal
- 1 groep uit Zweden
- 2 groepen uit Turkije
- 2 groepen uit Verenigd Koninkrijk

Europeade 1982 in Gijón, Asturië, Spanje er schreven 110 groepen in. Er waren:
- 2 groepen uit Oostenrijk
- 6 groepen uit Vlaanderen
- 2 groepen uit Wallonië
- 6 groepen uit Zwitserland
- 14 groepen uit Duitsland
- 4 groepen uit Denemarken
- 1 groep uit Griekenland
- 25 groepen uit Spanje
- 1 groep uit Finland
- 17 groepen uit Frankrijk
- 3 groepen uit Bretagne
- 21 groepen uit Italië
- 1 groep uit Sardinië
- 6 groepen uit Portugal
- 1 groep uit Turkije

Europeade 1983 in Wenen, Oostenrijk er schreven 155 groepen in. Er waren:
- 4 groepen uit Oostenrijk
- 22 groepen uit Vlaanderen
- 1 groep uit Wallonië
- 8 groepen uit Zwitserland
- 23 groepen uit Duitsland
- 9 groepen uit Denemarken
- 1 groep uit Griekenland
- 22 groepen uit Spanje
- 4 groepen uit Finland
- 20 groepen uit Frankrijk
- 5 groep uit Bretagne
- 19 groepen uit Italië
- 8 groepen uit Sardinië
- 1 groep uit Luxemburg
- 1 groep uit Noorwegen
- 3 groepen uit Portugal
- 2 groepen uit Zweden
- 2 groepen uit Verenigd Koninkrijk

Europeade 1984 in Rennes, Bretagne, Frankrijk er schreven 140 groepen in. Er waren:
- 2 groepen uit Oostenrijk
- 21 groepen uit Vlaanderen
- 2 groepen uit Wallonië
- 4 groepen uit Zwitserland
- 24 groepen uit Duitsland
- 6 groepen uit Denemarken
- 1 groep uit Griekenland
- 12 groepen uit Spanje
- 3 groepen uit Finland
- 14 groepen uit Frankrijk
- 23 groepen uit Bretagne
- 15 groepen uit Italië
- 6 groepen uit Sardinië
- 2 groepen uit Nederland
- 4 groepen uit Portugal
- 1 groep uit Verenigd Koninkrijk

Europeade 1985 in Turijn, Piemonte, Italië er schreven 142 groepen in. Er waren:
- 1 groep uit Oostenrijk
- 11 groepen uit Vlaanderen
- 1 groep uit Wallonië
- 5 groepen uit Zwitserland
- 28 groepen uit Duitsland
- 6 groepen uit Denemarken
- 1 groep uit Griekenland
- 16 groepen uit Spanje
- 3 groepen uit Finland
- 22 groepen uit Frankrijk
- 9 groepen uit Bretagne
- 27 groepen uit Italië
- 6 groepen uit Sardinië
- 6 groepen uit Portugal

Europeade 1986 in Figueira da Foz, Coimbra, Portugal er schreven 122 groepen in. Er waren:
- 6 groepen uit Vlaanderen
- 1 groep uit Wallonië
- 4 groepen uit Zwitserland
- 16 groepen uit Duitsland
- 4 groepen uit Denemarken
- 1 groep uit Griekenland
- 26 groepen uit Spanje
- 2 groepen uit Finland
- 26 groepen uit Frankrijk
- 9 groepen uit Bretagne
- 14 groepen uit Italië
- 4 groepen uit Sardinië
- 7 groepen uit Portugal
- 1 groep uit Zweden
- 1 groep uit Verenigd Koninkrijk

Europeade 1987 in München, Beieren, Duitsland er schreven 165 groepen in. Er waren:
- 1 groep uit Oostenrijk
- 13 groepen uit Vlaanderen
- 2 groepen uit Wallonië
- 7 groepen uit Zwitserland
- 42 groepen uit Duitsland
- 4 groepen uit Denemarken
- 1 groep uit Griekenland
- 22 groepen uit Spanje
- 2 groepen uit Finland
- 24 groepen uit Frankrijk
- 5 groepen uit Bretagne
- 18 groepen uit Italië
- 5 groep uit Sardinië
- 4 groepen uit Nederland
- 2 groepen uit Noorwegen
- 10 groepen uit Portugal
- 1 groep uit Zweden
- 2 groepen uit Verenigd Koninkrijk

Europeade 1988 in Antwerpen, Vlaanderen, België er schreven 208 groepen in. Er waren:
- 54 groepen uit Vlaanderen
- 2 groepen uit Wallonië
- 9 groepen uit Zwitserland
- 34 groepen uit Duitsland
- 6 groepen uit Denemarken
- 2 groepen uit Griekenland
- 27 groepen uit Spanje
- 2 groepen uit Finland
- 24 groepen uit Frankrijk
- 12 groepen uit Bretagne
- 14 groepen uit Italië
- 4 groepen uit Sardinië
- 2 groepen uit Nederland
- 9 groepen uit Portugal
- 1 groep uit Zweden
- 1 groep uit Oekranïe
- 5 groepen uit Verenigd Koninkrijk

Europeade 1989 in Libourne, Aquitanië, Frankrijk er schreven 127 groepen in. Er waren:
- 1 groep uit Oostenrijk
- 15 groepen uit Vlaanderen
- 2 groepen uit Wallonië
- 9 groepen uit Zwitserland
- 22 groepen uit Duitsland
- 3 groepen uit Denemarken
- 1 groep uit Griekenland
- 20 groepen uit Spanje
- 2 groepen uit Finland
- 22 groepen uit Frankrijk
- 6 groepen uit Bretagne
- 9 groepen uit Italië
- 5 groepen uit Sardinië
- 7 groepen uit Portugal
- 1 groep uit Zweden
- 1 groep uit Oekranïe
- 1 groep uit Verenigd Koninkrijk

Europeade 1990 in Valladolid, Castilië en León, Spanje er schreven 119 groepen in. Er waren:
- 1 groep uit Oostenrijk
- 15 groepen uit Vlaanderen
- 4 groepen uit Wallonië
- 7 groepen uit Zwitserland
- 17 groepen uit Duitsland
- 2 groepen uit Denemarken
- 2 groepen uit Griekenland
- 19 groepen uit Spanje
- 1 groep uit Finland
- 19 groepen uit Frankrijk
- 7 groepen uit Bretagne
- 11 groepen uit Italië
- 5 groepen uit Sardinië
- 1 groep uit Nederland
- 7 groepen uit Portugal
- 1 groep uit Zweden

Europeade 1991 in Rennes, Bretagne, Frankrijk er schreven 156 groepen in. Er waren:
- 1 groep uit Oostenrijk
- 15 groepen uit Vlaanderen
- 2 groepen uit Wallonië
- 2 groepen uit Zwitserland
- 31 groepen uit Duitsland
- 3 groepen uit Denemarken
- 2 groepen uit Griekenland
- 34 groepen uit Spanje
- 1 groep uit Finland
- 13 groepen uit Frankrijk
- 16 groepen uit Bretagne
- 1 groep uit Ierland
- 15 groepen uit Italië
- 4 groepen uit Sardinië
- 2 groepen uit Nederland
- 10 groepen uit Portugal
- 1 groepen uit Roemenië
- 1 groep uit Oekranïe
- 2 groepen uit Verenigd Koninkrijk

Europeade 1992 in Figueira da Foz, Coimbra, Portugal er schreven 101 groepen in. Er waren:
- 9 groepen uit Vlaanderen
- 4 groepen uit Wallonië
- 2 groepen uit Zwitserland
- 14 groepen uit Duitsland
- 1 groep uit Denemarken
- 1 groep uit Griekenland
- 18 groepen uit Spanje
- 1 groep uit Finland
- 14 groepen uit Frankrijk
- 8 groepen uit Bretagne
- 1 groep uit Ierland
- 8 groepen uit Italië
- 4 groepen uit Sardinië
- 12 groepen uit Portugal
- 1 groep uit Zweden
- 1 groep uit Oekranïe
- 2 groepen uit Verenigd Koninkrijk

Europeade 1993 in Horsens, Midden-Jutland, Denemarken er schreven 181 groepen in. Er waren:
- 2 groepen uit Oostenrijk
- 27 groepen uit Vlaanderen
- 4 groepen uit Wallonië
- 11 groepen uit Zwitserland
- 21 groepen uit Duitsland
- 8 groepen uit Denemarken
- 3 groepen uit Estland
- 3 groepen uit Griekenland
- 29 groepen uit Spanje
- 3 groepen uit Finland
- 25 groepen uit Frankrijk
- 13 groepen uit Bretagne
- 8 groepen uit Italië
- 7 groepen uit Sardinië
- 1 groep uit Litouwen
- 1 groep uit Letland
- 2 groepen uit Nederland
- 1 groep uit Noorwegen
- 8 groepen uit Portugal
- 2 groepen uit Zweden
- 2 groepen uit Verenigd Koninkrijk

Europeade 1994 in Frankenberg, Hessen, Duitsland er schreven 140 groepen in. Er waren:
- 2 groepen uit Oostenrijk
- 30 groepen uit Vlaanderen
- 3 groepen uit Wallonië
- 4 groepen uit Zwitserland
- 1 groep uit Tsjechië
- 26 groepen uit Duitsland
- 5 groepen uit Denemarken
- 3 groepen uit Estland
- 3 groepen uit Griekenland
- 19 groepen uit Spanje
- 13 groepen uit Frankrijk
- 3 groepen uit Bretagne
- 9 groepen uit Italië
- 5 groepen uit Sardinië
- 1 groep uit Litouwen
- 1 groep uit Letland
- 1 groep uit Polen
- 7 groepen uit Portugal
- 1 groep uit Rusland
- 3 groepen uit Verenigd Koninkrijk

Europeade 1995 in Valencia, Valencia, Spanje er schreven 233 groepen in. Er waren:
- 2 groepen uit Oostenrijk
- 24 groepen uit Vlaanderen
- 5 groepen uit Wallonië
- 9 groepen uit Zwitserland
- 24 groepen uit Duitsland
- 5 groepen uit Denemarken
- 46 groepen uit Estland
- 4 groepen uit Griekenland
- 28 groepen uit Spanje
- 2 groepen uit Finland
- 23 groepen uit Frankrijk
- 8 groepen uit Bretagne
- 1 groep uit Hongarije
- 15 groepen uit Italië
- 6 groepen uit Sardinië
- 1 groep uit Litouwen
- 11 groepen uit Letland
- 1 groep uit Luxemburg
- 14 groepen uit Portugal
- 1 groep uit Rusland
- 3 groepen uit Verenigd Koninkrijk

Europeade 1996 in Turijn, Piëmont, Italië er schreven 188 groepen in. Er waren:
- 3 groepen uit Oostenrijk
- 25 groepen uit Vlaanderen
- 3 groepen uit Wallonië
- 9 groepen uit Zwitserland
- 1 groep uit Tsjechië
- 23 groepen uit Duitsland
- 3 groepen uit Denemarken
- 24 groepen uit Estland
- 3 groepen uit Griekenland
- 19 groepen uit Spanje
- 1 groep uit Finland
- 16 groepen uit Frankrijk
- 3 groepen uit Bretagne
- 1 groep uit Hongarije
- 2 groepen uit Ierland
- 8 groepen uit Italië
- 8 groepen uit Sardinië
- 8 groepen uit Litouwen
- 12 groepen uit Letland
- 1 groep uit Nederland
- 1 groep uit Polen
- 8 groepen uit Portugal
- 1 groep uit Roemenië
- 1 groep uit Servië
- 3 groepen uit Zweden
- 1 groep uit Verenigd Koninkrijk

Europeade 1997 in Martigny, Wallis, Zwitserland er schreven 184 groepen in. Er waren:
- 2 groepen uit Oostenrijk
- 21 groepen uit Vlaanderen
- 4 groepen uit Wallonië
- 21 groepen uit Zwitserland
- 19 groepen uit Duitsland
- 4 groepen uit Denemarken
- 24 groepen uit Estland
- 1 groep uit Griekenland
- 18 groepen uit Spanje
- 6 groepen uit Finland
- 17 groepen uit Frankrijk
- 3 groepen uit Bretagne
- 1 groep uit Ierland
- 8 groepen uit Italië
- 6 groepen uit Sardinië
- 7 groepen uit Litouwen
- 10 groepen uit Letland
- 2 groepen uit Nederland
- 8 groepen uit Portugal
- 2 groepen uit Verenigd Koninkrijk

Europeade 1998 in Rennes, Bretagne, Frankrijk er schreven 208 groepen in. Er waren:
- 4 groepen uit Oostenrijk
- 16 groepen uit Vlaanderen
- 5 groepen uit Wallonië
- 5 groepen uit Zwitserland
- 1 groep uit Tsjechië
- 21 groepen uit Duitsland
- 3 groepen uit Denemarken
- 17 groepen uit Estland
- 1 groep uit Griekenland
- 28 groepen uit Spanje
- 2 groepen uit Finland
- 7 groepen uit Frankrijk
- 39 groepen uit Bretagne
- 2 groepen uit Hongarije
- 4 groepen uit Ierland
- 10 groepen uit Italië
- 10 groepen uit Sardinië
- 4 groepen uit Litouwen
- 9 groepen uit Letland
- 2 groepen uit Nederland
- 2 groepen uit Polen
- 13 groepen uit Portugal
- 1 groep uit Zweden
- 2 groepen uit Verenigd Koninkrijk

Europeade 1999 in Bayreuth, Beieren, Duitsland er schreven 177 groepen in. Er waren:
- 2 groepen uit Oostenrijk
- 20 groepen uit Vlaanderen
- 2 groepen uit Wallonië
- 6 groepen uit Zwitserland
- 1 groep uit Tsjechië
- 28 groepen uit Duitsland
- 5 groepen uit Denemarken
- 17 groepen uit Estland
- 1 groep uit Griekenland
- 26 groepen uit Spanje
- 4 groepen uit Finland
- 9 groepen uit Frankrijk
- 9 groepen uit Bretagne
- 1 groep uit Hongarije
- 9 groepen uit Italië
- 7 groepen uit Sardinië
- 6 groepen uit Litouwen
- 9 groepen uit Letland
- 3 groepen uit Nederland
- 1 groep uit Polen
- 6 groepen uit Portugal
- 3 groepen uit Zweden
- 2 groepen uit Verenigd Koninkrijk

Europeade 2000 in Horsens, Midden-Jutland, Denemarken er schreven 174 groepen in. Er waren:
- 2 groepen uit Oostenrijk
- 17 groepen uit Vlaanderen
- 2 groepen uit Wallonië
- 5 groepen uit Zwitserland
- 3 groepen uit Tsjechië
- 25 groepen uit Duitsland
- 10 groepen uit Denemarken
- 16 groepen uit Estland
- 2 groepen uit Griekenland
- 16 groepen uit Spanje
- 1 groep uit Finland
- 4 groepen uit Frankrijk
- 4 groepen uit Bretagne
- 7 groepen uit Hongarije
- 2 groepen uit Ierland
- 12 groepen uit Italië
- 7 groepen uit Sardinië
- 7 groepen uit Litouwen
- 11 groepen uit Letland
- 3 groepen uit Luxemburg
- 3 groepen uit Nederland
- 3 groepen uit Polen
- 9 groepen uit Portugal
- 2 groepen uit Zweden
- 1 groep uit Verenigd Koninkrijk

Europeade 2001 in Zamora, Castilla y León, Spanje er schreven 187 groepen in. Er waren:
- 27 groepen uit Vlaanderen
- 2 groepen uit Wallonië
- 1 groep uit Zwitserland
- 1 groep uit Tsjechië
- 22 groepen uit Duitsland
- 1 groep uit Denemarken
- 15 groepen uit Estland
- 3 groepen uit Griekenland
- 31 groepen uit Spanje
- 2 groepen uit Finland
- 10 groepen uit Frankrijk
- 7 groepen uit Bretagne
- 5 groepen uit Hongarije
- 2 groepen uit Ierland
- 10 groepen uit Italië
- 10 groepen uit Sardinië
- 7 groepen uit Litouwen
- 10 groepen uit Letland
- 3 groepen uit Polen
- 13 groepen uit Portugal
- 2 groepen uit Zweden
- 3 groepen uit Verenigd Koninkrijk

Europeade 2002 in Antwerpen, Vlaanderen, België er schreven 219 groepen in. Er waren:
- 1 groep uit Oostenrijk
- 25 groepen uit Vlaanderen
- 7 groepen uit Wallonië
- 2 groepen uit Bulgarije
- 3 groepen uit Zwitserland
- 4 groepen uit Tsjechië
- 31 groepen uit Duitsland
- 6 groepen uit Denemarken
- 11 groepen uit Estland
- 2 groepen uit Griekenland
- 35 groepen uit Spanje
- 3 groepen uit Finland
- 12 groepen uit Frankrijk
- 2 groepen uit Bretagne
- 7 groepen uit Hongarije
- 8 groepen uit Italië
- 12 groepen uit Sardinië
- 10 groepen uit Litouwen
- 11 groepen uit Letland
- 2 groepen uit Luxemburg
- 7 groepen uit Nederland
- 1 groep uit Polen
- 12 groepen uit Portugal
- 1 groep uit Zweden
- 4 groepen uit Verenigd Koninkrijk

Europeade 2003 in Nuoro, Sardinië, Italië er schreven 204 groepen in. Er waren:
- 3 groepen uit Oostenrijk
- 22 groepen uit Vlaanderen
- 3 groepen uit Wallonië
- 1 groep uit Bulgarije
- 4 groepen uit Zwitserland
- 6 groepen uit Tsjechië
- 20 groepen uit Duitsland
- 2 groepen uit Denemarken
- 21 groepen uit Estland
- 2 groepen uit Griekenland
- 30 groepen uit Spanje
- 5 groepen uit Finland
- 10 groepen uit Frankrijk
- 6 groepen uit Bretagne
- 4 groepen uit Hongarije
- 1 groep uit Ierland
- 11 groepen uit Italië
- 26 groepen uit Sardinië
- 8 groepen uit Litouwen
- 13 groepen uit Letland
- 6 groepen uit Portugal

Europeade 2004 in Riga, Letland, er schreven 188 groepen in. Er waren:
- 1 groep uit Oostenrijk
- 26 groepen uit Vlaanderen
- 4 groepen uit Wallonië
- 5 groepen uit Zwitserland
- 5 groepen uit Tsjechië
- 25 groepen uit Duitsland
- 3 groepen uit Denemarken
- 37 groepen uit Estland
- 1 groep uit Griekenland
- 9 groepen uit Spanje
- 5 groepen uit Finland
- 7 groepen uit Frankrijk
- 4 groepen uit Bretagne
- 7 groepen uit Hongarije
- 2 groepen uit Ierland
- 8 groepen uit Italië
- 7 groepen uit Sardinië
- 6 groepen uit Litouwen
- 15 groepen uit Letland
- 3 groepen uit Nederland
- 5 groepen uit Portugal
- 1 groep uit Zweden
- 2 groepen uit Verenigd Koninkrijk

Europeade 2005 in Quimper, Bretagne, Frankrijk er schreven 178 groepen in. Er waren:
- 2 groepen uit Oostenrijk
- 21 groepen uit Vlaanderen
- 4 groepen uit Wallonië
- 3 groepen uit Zwitserland
- 4 groepen uit Tsjechië
- 19 groepen uit Duitsland
- 4 groepen uit Denemarken
- 19 groepen uit Estland
- 1 groep uit Griekenland
- 16 groepen uit Spanje
- 5 groepen uit Finland
- 9 groepen uit Frankrijk
- 2 groepen uit Bretagne
- 6 groepen uit Hongarije
- 2 groepen uit Ierland
- 7 groepen uit Italië
- 4 groepen uit Sardinië
- 5 groepen uit Litouwen
- 16 groepen uit Letland
- 1 groep uit Luxemburg
- 2 groepen uit Moldavië
- 9 groepen uit Nederland
- 1 groep uit Polen
- 6 groepen uit Portugal
- 1 groep uit Roemenië
- 3 groepen uit Zweden
- 6 groepen uit Verenigd Koninkrijk

Europeade 2006 in Zamora, Castilla y León, Spanje er schreven 175 groepen in. Er waren:
- 21 groepen uit Vlaanderen
- 4 groepen uit Wallonië
- 1 groep uit Zwitserland
- 1 groep uit Cyprus
- 1 groep uit Tsjechië
- 17 groepen uit Duitsland
- 1 groep uit Denemarken
- 18 groepen uit Estland
- 1 groep uit Griekenland
- 37 groepen uit Spanje
- 2 groepen uit Finland
- 6 groepen uit Frankrijk
- 5 groepen uit Bretagne
- 4 groepen uit Hongarije
- 3 groepen uit Ierland
- 7 groepen uit Italië
- 14 groepen uit Sardinië
- 8 groepen uit Litouwen
- 8 groepen uit Letland
- 1 groep uit Moldavië
- 9 groepen uit Portugal
- 2 groepen uit Roemenië
- 1 groep uit Zweden
- 3 groepen uit Verenigd Koninkrijk

Europeade 2007 in Horsens, Jylland, Denemarken er schreven 184 groepen in. Er waren:
- 29 groepen uit Vlaanderen
- 3 groepen uit Wallonië
- 3 groepen uit Zwitserland
- 2 groepen uit Cyprus
- 5 groepen uit Tsjechië
- 24 groepen uit Duitsland
- 6 groepen uit Denemarken
- 15 groepen uit Estland
- 19 groepen uit Spanje
- 4 groepen uit Finland
- 5 groepen uit Frankrijk
- 1 groep uit Bretagne
- 11 groepen uit Hongarije
- 3 groepen uit Ierland
- 5 groepen uit Italië
- 6 groepen uit Sardinië
- 7 groepen uit Litouwen
- 14 groepen uit Letland
- 1 groep uit Moldavië
- 8 groepen uit Nederland
- 5 groepen uit Portugal
- 1 groep uit Roemenië
- 4 groepen uit Zweden
- 1 groep uit Oekranïe
- 2 groepen uit Verenigd Koninkrijk

Europeade 2008 in Martigny, Wallis, Zwitserland er schreven 197 groepen in. Er waren:
- 1 groep uit Armenië
- 1 groep uit Oostenrijk
- 17 groepen uit Vlaanderen
- 2 groepen uit Wallonië
- 2 groepen uit Bulgarije
- 2 groepen uit Cyprus
- 8 groepen uit Tsjechië
- 27 groepen uit Duitsland
- 5 groepen uit Denemarken
- 15 groepen uit Estland
- 2 groepen uit Griekenland
- 26 groepen uit Spanje
- 2 groepen uit Finland
- 8 groepen uit Frankrijk
- 7 groepen uit Bretagne
- 1 groep uit Georgië
- 10 groepen uit Hongarije
- 3 groepen uit Ierland
- 6 groepen uit Italië
- 8 groep uit Sardinië
- 9 groepen uit Litouwen
- 16 groepen uit Letland
- 1 groep uit Luxemburg
- 3 groepen uit Nederland
- 7 groepen uit Portugal
- 3 groepen uit Roemenië
- 3 groepen uit Zweden
- 2 groepen uit Verenigd Koninkrijk

Europeade 2009 in Klaipėda, Litouwen er schreven 174 groepen in. Er waren:
- 28 groepen uit Vlaanderen
- 3 groepen uit Wallonië
- 2 groepen uit Zwitserland
- 1 groep uit Cyprus
- 5 groepen uit Tsjechië
- 16 groepen uit Duitsland
- 4 groepen uit Denemarken
- 39 groep uit Estland
- 1 groep uit Griekenland
- 9 groepen uit Spanje
- 3 groepen uit Finland
- 3 groepen uit Frankrijk
- 3 groepen uit Bretagne
- 7 groepen uit Hongarije
- 6 groepen uit Italië
- 6 groepen uit Sardinië
- 5 groepen uit Litouwen
- 13 groepen uit Letland
- 3 groepen uit Nederland
- 4 groepen uit Polen
- 3 groepen uit Portugal
- 2 groepen uit Roemenië
- 6 groepen uit Zweden
- 1 groep uit Slowakije
- 1 groep uit Verenigd Koninkrijk

Europeade 2010 in Bozen/Bolzano, Tirol, Italië er schreven 208 groepen in. Er waren:
- 1 groep uit Oostenrijk
- 21 groepen uit Vlaanderen
- 2 groepen uit Wallonië
- 1 groep uit Bulgarije
- 7 groepen uit Zwitserland
- 1 groep uit Cyprus
- 7 groepen uit Tsjechië
- 24 groepen uit Duitsland
- 4 groepen uit Denemarken
- 17 groepen uit Estland
- 1 groep uit Griekenland
- 20 groepen uit Spanje
- 7 groepen uit Finland
- 10 groepen uit Frankrijk
- 6 groepen uit Bretagne
- 13 groepen uit Hongarije
- 3 groepen uit Ierland
- 9 groepen uit Italië
- 6 groep uit Sardinië
- 8 groepen uit Litouwen
- 15 groepen uit Letland
- 5 groepen uit Nederland
- 2 groepen uit Polen
- 5 groepen uit Portugal
- 1 groep uit Roemenië
- 7 groepen uit Zweden
- 2 groepen uit Solvenië
- 1 groep uit Slowakije
- 2 groepen uit Verenigd Koninkrijk

Europeade 2011 in Tartu, Estland er schreven 139 groepen in. Er waren:
- 1 groep uit Oostenrijk
- 8 groepen uit Vlaanderen
- 1 groep uit Wallonië
- 1 groep uit Zwitserland
- 2 groepen uit Cyprus
- 5 groepen uit Tsjechië
- 10 groepen uit Duitsland
- 3 groep uit Denemarken
- 35 groepen uit Estland
- 3 groepen uit Spanje
- 13 groepen uit Finland
- 1 groep uit Faeröer Eilanden
- 1 groep uit Frankrijk
- 1 groep uit Hongarije
- 3 groepen uit Ierland
- 5 groepen uit Italië
- 3 groepen uit Sardinië
- 5 groepen uit Litouwen
- 22 groepen uit Letland
- 1 groep uit Nederland
- 1 groep uit Noorwegen
- 1 groep uit Polen
- 2 groepen uit Portugal
- 1 groep uit Rusland
- 3 groepen uit Zweden
- 1 groep uit Solvenië
- 2 groepen uit Slowakije
- 3 groepen uit Turkije
- 1 groep uit Verenigd Koninkrijk

Europeade 2012 in Padova, Veneto, Italië er schreven 162 groepen in. Er waren:
- 1 groep uit Oostenrijk
- 23 groepen uit Vlaanderen
- 1 groep uit Wallonië
- 7 groepen uit Zwitserland
- 2 groepen uit Cyprus
- 3 groepen uit Tsjechië
- 20 groepen uit Duitsland
- 2 groepen uit Denemarken
- 17 groepen uit Estland
- 1 groep uit Griekenland
- 16 groepen uit Spanje
- 5 groepen uit Finland
- 3 groepen uit Frankrijk
- 6 groepen uit Hongarije
- 3 groepen uit Ierland
- 8 groepen uit Italië
- 3 groepen uit Sardinië
- 6 groepen uit Litouwen
- 17 groepen uit Letland
- 2 groepen uit Luxemburg
- 4 groepen uit Portugal
- 1 groep uit Roemenië
- 2 groepen uit Rusland
- 4 groepen uit Zweden
- 2 groepen uit Solvenië
- 1 groep uit Slowakije
- 2 groepen uit Verenigd Koninkrijk

Europeade 2013 in Gotha, Thüringen, Duitsland er schreven 197 groepen in. Er waren:
- 4 groepen uit Oostenrijk
- 27 groepen uit Vlaanderen
- 2 groepen uit Wallonië
- 1 groep uit Bulgarije
- 1 groep uit Zwitserland
- 3 groepen uit Tsjechië
- 34 groepen uit Duitsland
- 2 groepen uit Denemarken
- 25 groep uit Estland
- 14 groepen uit Spanje
- 7 groepen uit Finland
- 7 groepen uit Frankrijk
- 3 groepen uit Bretagne
- 10 groepen uit Hongarije
- 2 groepen uit Ierland
- 5 groepen uit Italië
- 8 groepen uit Sardinië
- 7 groepen uit Litouwen
- 12 groepen uit Letland
- 5 groepen uit Nederland
- 1 groep uit Polen
- 3 groepen uit Portugal
- 2 groepen uit Roemenië
- 1 groep uit Rusland
- 5 groepen uit Zweden
- 3 groepen uit Solvenië
- 2 groepen uit Slowakije
- 1 groep uit Verenigd Koninkrijk

Europeade 2014: in Kielce, Woiwodschap Heilig Kruis, Polen er schreven 148 groepen in. Er waren:
- 9 groepen uit Vlaanderen
- 2 groepen uit Wallonië
- 2 groepen uit Zwitserland
- 1 groep uit Cyprus
- 17 groepen uit Duitsland
- 42 groepen uit Estland
- 6 groepen uit Spanje
- 2 groepen uit Finland
- 4 groepen uit Frankrijk
- 2 groepen uit Bretagne
- 8 groepen uit Hongarije
- 2 groepen uit Ierland
- 1 groep uit Italië
- 1 groep uit Sardinië
- 15 groepen uit Letland
- 1 groep uit Luxemburg
- 2 groepen uit Nederland
- 7 groepen uit Polen
- 5 groepen uit Portugal
- 3 groepen uit Roemenië
- 6 groepen uit Zweden
- 6 groepen uit Solvenië
- 1 groep uit Slowakije
- 1 groep uit Oekranïe
- 2 groepen uit Verenigd Koninkrijk

Europeade 2015: in Helsingborg, Skåne, Zweden er schreven 259 groepen in. Er waren:
- 5 groepen uit Oostenrijk
- 21 groepen uit Vlaanderen
- 5 groepen uit Wallonië
- 1 groep uit Cyprus
- 6 groepen uit Tsjechië
- 40 groepen uit Duitsland
- 3 groepen uit Denemarken
- 62 groepen uit Estland
- 1 groep uit Griekenland
- 12 groepen uit Spanje
- 6 groepen uit Finland
- 4 groepen uit Frankrijk
- 8 groepen uit Bretagne
- 9 groepen uit Hongarije
- 2 groepen uit Ierland
- 9 groepen uit Italië
- 5 groepen uit Sardinië
- 9 groepen uit Litouwen
- 14 groepen uit Letland
- 5 groepen uit Nederland
- 7 groepen uit Polen
- 4 groepen uit Portugal
- 1 groep uit Roemenië
- 12 groepen uit Zweden
- 6 groepen uit Solvenië
- 1 groep uit Slowakije
- 1 groepen uit Verenigd Koninkrijk

Europeade 2016: in Namen, Wallonië, België er schreven 182 groepen in. Er waren:
- 1 groep uit Oostenrijk
- 32 groepen uit Vlaanderen
- 14 groepen uit Wallonië
- 5 groepen uit Zwitserland
- 1 groep uit Tsjechië
- 38 groepen uit Duitsland
- 3 groepen uit Denemarken
- 10 groepen uit Estland
- 15 groepen uit Spanje
- 5 groepen uit Finland
- 9 groepen uit Frankrijk
- 4 groepen uit Bretagne
- 2 groepen uit Hongarije
- 2 groepen uit Ierland
- 1 groep uit Sardinië
- 2 groepen uit Litouwen
- 12 groepen uit Letland
- 1 groep uit Luxemburg
- 6 groepen uit Nederland
- 3 groepen uit Polen
- 8 groepen uit Portugal
- 1 groep uit Roemenië
- 3 groepen uit Zweden
- 1 groep uit Solvenië
- 2 groepen uit Verenigd Koninkrijk
- 1 groep uit Kosovo

Europeade 2017: in Turku, Varsinais-Suomi, Finland er schreven 289 groepen in. Er waren:
- 4 groepen uit Oostenrijk
- 1 groep uit Åland
- 12 groepen uit Vlaanderen
- 1 groep uit Wallonië
- 1 groep uit Bulgarije
- 2 groepen uit Zwitserland
- 6 groepen uit Tsjechië
- 28 groepen uit Duitsland
- 1 groep uit Denemarken
- 72 groepen uit Estland
- 8 groepen uit Spanje
- 63 groepen uit Finland
- 6 groepen uit Frankrijk
- 6 groepen uit Bretagne
- 4 groepen uit Hongarije
- 2 groepen uit Ierland
- 1 groep uit IJsland
- 2 groepen uit Italië
- 9 groepen uit Litouwen
- 26 groepen uit Letland
- 1 groep uit Nederland
- 4 groepen uit Polen
- 5 groepen uit Portugal
- 1 groep uit Roemenië
- 3 groepen uit Rusland
- 11 groepen uit Zweden
- 6 groepen uit Solvenië
- 1 groep uit Slowakije
- 2 groepen uit Verenigd Koninkrijk

Europeade 2018: in Viseu, Viseu, Portugal er schreven 217 groepen in. Er waren:
- 1 groep uit Oostenrijk
- 21 groepen uit Vlaanderen
- 4 groepen uit Wallonië
- 1 groep uit Bulgarije
- 1 groep uit Zwitserland
- 1 groep uit Cyprus
- 4 groepen uit Tsjechië
- 33 groepen uit Duitsland
- 1 groep uit Estland
- 3 groepen uit Spanje
- 5 groepen uit Finland
- 3 groepen uit Frankrijk
- 1 groep uit Bretagne
- 1 groep uit Hongarije
- 2 groepen uit Ierland
- 4 groepen uit Italië
- 1 groep uit Sardinië
- 5 groepen uit Litouwen
- 2 groepen uit Letland
- 1 groep uit Luxemburg
- 1 groep uit Polen
- 5 groepen uit Portugal
- 1 groep uit Roemenië
- 3 groepen uit Rusland
- 3 groepen uit Zweden
- 6 groepen uit Solvenië
- 1 groep uit Slowakije

Europeade 2019: in Frankenberg, Hessen, Duitsland  er schreven 218 groepen in. Er waren:
- 21 groepen uit Vlaanderen
- 4 groepen uit Wallonië
- 1 groep uit Bulgarije
- 1 groep uit Zwitserland
- 1 groep uit Cyprus
- 33 groepen uit Duitsland
- 1 groep uit Estland
- 3 groepen uit Spanje
- 5 groepen uit Finland
- 3 groepen uit Frankrijk
- 1 groep uit Bretagne
- 1 groep uit Hongarije
- 2 groepen uit Ierland
- 4 groepen uit Italië
- 1 groep uit Sardinië
- 5 groepen uit Litouwen
- 2 groepen uit Letland
- 4 groepen uit Nederland
- 1 groep uit Polen
- 5 groepen uit Portugal
- 1 groep uit Roemenië
- 3 groepen uit Rusland
- 3 groepen uit Zweden
- 6 groepen uit Solvenië
- 1 groep uit Slowakije
- 3 groepen uit Verenigd Koninkrijk

Europeade 2020: 1° Virtuele Europeade (Corona)
Europeade 2021: 2° Virtuele Europeade (Corona)
Europeade 2022: in Klaipėda, Litouwen er schreven 73 groepen in. Er waren:
- 1 groep uit Åland
- 21 groepen uit Vlaanderen
- 1 groep uit Bulgarije
- 4 groepen uit Tsjechië
- 33 groepen uit Duitsland
- 1 groep uit Estland
- 3 groepen uit Spanje
- 5 groepen uit Finland
- 1 groep uit Hongarije
- 4 groepen uit Italië
- 5 groepen uit Litouwen
- 2 groepen uit Letland
- 1 groep uit Polen
- 3 groepen uit Zweden

Europeade 2023: in Gotha, Thüringen, Duitsland er schreven 189 groepen in. Er waren:
- 1 groep uit Oostenrijk
- 21 groepen uit Vlaanderen
- 4 groepen uit Wallonië
- 1 groep uit Zwitserland
- 4 groepen uit Tsjechië
- 33 groepen uit Duitsland
- 1 groep uit Estland
- 3 groepen uit Spanje
- 5 groepen uit Finland
- 3 groepen uit Frankrijk
- 1 groep uit Bretagne
- 1 groep uit Hongarije
- 2 groepen uit Ierland
- 1 groep uit IJsland
- 4 groepen uit Italië
- 1 groep uit Sardinië
- 5 groepen uit Litouwen
- 2 groepen uit Letland
- 1 groep uit Luxemburg
- 4 groepen uit Nederland
- 1 groep uit Polen
- 5 groepen uit Portugal
- 3 groepen uit Zweden